# Old River-Winfree
Old River-Winfree é uma cidade localizada no estado norte-americano do Texas, no Condado de Chambers.

## Demografia
Segundo o censo norte-americano de 2000, a sua população era de 1364 habitantes.
Em 2006, foi estimada uma população de 1710, um aumento de 346 (25.4%).

## Geografia
De acordo com o United States Census Bureau tem uma área de
3,3 km², dos quais 3,3 km² cobertos por terra e 0,0 km² cobertos por água.

## Localidades na vizinhança
O diagrama seguinte representa as localidades num raio de 20 km ao redor de Old River-Winfree.